# جيمس كالاهان (محامي)
جيمس كالاهان (بالإنجليزية: James Callahan)‏ هو محامي أمريكي، ولد في 1 أبريل 1893 في Allegheny, Pennsylvania ‏ في الولايات المتحدة، وتوفي في 25 مايو 1961 في كليفلاند كلينك في الولايات المتحدة.